# Olastjärnen, Hälsingland
Olastjärnen är en sjö i Ljusdals kommun i Hälsingland och ingår i Ljusnans huvudavrinningsområde. Sjön har en area på 0,0537 kvadratkilometer och ligger 322,2 meter över havet.

## Delavrinningsområde
Olastjärnen ingår i det delavrinningsområde (688108-147918) som SMHI kallar för Mynnar i Steksjön. Medelhöjden är 346 meter över havet och ytan är 4,8 kvadratkilometer. Det finns inga avrinningsområden uppströms utan avrinningsområdet är högsta punkten. Vattendraget som avvattnar avrinningsområdet har biflödesordning 3, vilket innebär att vattnet flödar genom totalt 3 vattendrag innan det når havet efter 172 kilometer. Avrinningsområdet består mestadels av skog (94 procent). Avrinningsområdet har 0,2 kvadratkilometer vattenytor vilket ger det en sjöprocent på 4,2 procent.